# Taylorcraft Ranch Wagon
El Taylorcraft Model 20 Ranch Wagon fue un monoplano de cabina de cuatro asientos, diseñado y construido por Taylorcraft Aircraft, como un desarrollo del anterior Model 18 experimental.

## Diseño y desarrollo
El Model 20 fue construido con fibra de vidrio moldeada sobre una estructura tubular. Tenía un tren de aterrizaje convencional y un motor Continental O-470-J de 168 kW (225 hp) montado en el morro.

## Variantes
Model 20 Ranch Wagon
Modelo utilitario propulsado por un motor Continental O-470-J de 168 kW (225 hp).
Model 20 Zephyr 400
Variante de turismo de 1958 con cambios en detalle respecto al Model 20 básico.
Model 20AG Topper
Variante agrícola. Tolva o depósito de químicos en la parte trasera de la cabina.
Model 20 Seabird
Variante hidroavión.

## Especificaciones (Ranch Wagon)
Referencia datos: Jane's All The World's Aircraft 1955–56

### Características generales
- Tripulación: Uno (piloto)
- Capacidad: Tres pasajeros
- Longitud: 7,4 m (24,3 ft)
- Envergadura: 10,6 m (34,7 ft)
- Altura: 2,2 m (7,2 ft)
- Superficie alar: 16,3 m² (175,5 ft²)
- Perfil alar: Goëttingen 532
- Peso vacío: 737 kg (1624,3 lb)
- Peso cargado: 1247 kg (2748,4 lb)
- Planta motriz: 1× motor bóxer de 6 cilindros refrigerado por aire Continental O-470-J.
  - Potencia: 168 kW (232 HP; 228 CV)
- Hélices: Bipala de paso variable
- Alargamiento: 7,11:1
- Capacidad de combustible: 250 L

### Rendimiento
- Velocidad máxima operativa (Vno): 260 km/h (162 MPH; 140 kt)
- Velocidad crucero (Vc): 240 km/h (149 MPH; 130 kt)
- Alcance: 5 h
- Techo de vuelo: 4600 m (15 092 ft)
- Régimen de ascenso: 5,1 m/s (1004 ft/min)

## Aeronaves relacionadas

### Desarrollos relacionados
- Taylorcraft 18

### Secuencias de designación
- Secuencia Alfanumérica (interna de Taylorcraft): ← 15 - 16 - 18 - 20 - F-19 - F-21 - F-22